# Luftangriff auf Gießen am 6. Dezember 1944
Beim Luftangriff auf Gießen wurde die Stadt in der Nacht vom 6. auf den 7. Dezember 1944 von Einheiten des britischen RAF Bomber Command weitgehend zerstört. Die Angriffsoperation wurde unter dem Codenamen Hake („Hecht“) durchgeführt.

## Die Angreifer
Der Angriff auf Gießen mit anschließendem Feuersturm wurde auf Befehl von Luftmarschall Arthur Harris von der No. 5 Bomber Group der Royal Air Force durchgeführt, welche eine auf die systematische Zerstörung ziviler Flächenziele spezialisierte Einheit darstellte. Die No. 5 Bomber Group war unter anderem für die Flächenbombardements auf Dresden, Kassel, Braunschweig, Pforzheim, Hamburg, Königsberg, Stuttgart, Darmstadt und Würzburg verantwortlich. Die Einheit wandte eine Kombination von Spreng- und Brandbomben an. Diese Kombination führte im militärischen Optimalfall zu einem Feuersturm. Das Feuer vervielfachte dabei die Schäden der als Verursacher eingesetzten Spreng- und Brandbomben. Der Befehlshintergrund der Bombardierung war die britische Area Bombing Directive (Anweisung zum Flächenbombardement).

## Die Vorbereitung
Die genaue Auswahl der zu bombardierenden Stadtteile wurde anhand von Luftbildern, Bevölkerungsdichtekarten und Brandversicherungskatasterkarten getroffen. Die Katasterkarten waren durch deutsche Feuerversicherungen bei britischen Rückversicherungsgesellschaften vor dem Kriege hinterlegt worden. Die Gießener Altstadt wurde als Kerngebiet des Angriffs ausgewählt, da hier der Holzanteil an der Gesamtbaumasse am höchsten war. Damit stellte sie zum Entzünden eines Feuersturms in Gießen das optimale Kernzielgebiet dar. Des Weiteren wurde auch die Gleisharfe vor Kleinlinden angegriffen.
Vor dem Bombardement wurde das fächerförmige Zielgebiet von Mosquito-Schnellbombern durch rote und grüne Markierungskörper (sogenannte Christbäume) abgegrenzt. Dies wurde überwacht durch einen in großer Höhe fliegenden Masterbomber, der über Funk mit den Markierungsfliegern verbunden war. Der Angriff begann um kurz vor 20 Uhr mit dem Setzen eines weißen Markierungskörpers. Von diesem Mittelpunkt ausgehend setzten die Markierungsflieger die Markierungskörperketten (rote und grüne Markierungsketten). Dann überprüfte der Masterbomber auf einer tieferen Flugbahn nochmals das Gießener Zielgebiet, legte die exakten Anflughöhen fest und gab den Angriff frei.

## Das Bombardement
Das Zielgebiet des Angriffs auf Gießen stellte im Wesentlichen das dichtbesiedelte Stadtzentrum – insbesondere die mittelalterliche Altstadt – dar. Das Bombardement begann um 20:03 Uhr. Es dauerte rund eine halbe Stunde bis 20:35 Uhr. Die Royal Air Force setzte dabei 254 Lancaster-Bomber ein. Durch die Bomber wurden rund 1000 Tonnen Spreng- und Brandbomben auf Gießen abgeworfen.

## Folgen

### Zivile Opfer und Schäden
Durch die abgeworfenen Bomben starben in dieser Nacht schätzungsweise 390 Menschen. Alleine 100 Opfer forderte ein Treffer auf den Luftschutzkeller der Gummiwarenfabrik Poppe & Co. am Leihgesterner Weg. Weitere 100 Menschen kamen im südlichen Vorort Kleinlinden ums Leben. Die Bombenabwürfe entfachten in der Altstadt einen Feuersturm. Löschversuche, die den entstehenden Flächenbrand eindämmen sollten, konnten nur vereinzelt und in völlig unzureichendem Maße durchgeführt werden. Das Stadtzentrum wurde zu 86 % zerstört. Es kam zum weitgehenden Zusammenbruch der städtischen Verkehrs-, Versorgungs- und Kommunikationsinfrastruktur. Die Schäden in der Stadt wurden durch einen weiteren Luftangriff der USAAF am 11. Dezember 1944 nochmals vergrößert. 373 Bomber warfen bei dem Tagangriff ca. 1900 Tonnen Spreng- und Brandbomben auf die Bahnanlagen rund um den Bahnhof in der Innenstadt ab. Durch Streuungen wurde jedoch das gesamte Innenstadtgebiet bis nach Heuchelheim schwer getroffen. Unter anderem wurde der Bestand der Universitätsbibliothek fast vollständig vernichtet. Als Folge der Angriffe kam es zu einer Massenflucht der Bevölkerung aus dem weitgehend zerstörten Stadtgebiet.

### Ermordete britische Flugzeugbesatzungen
Um etwa 20:15 Uhr am 6. Dezember 1944 wurden von deutschen Nachtjägern nördlich von Gießen mehrere am Angriff beteiligte britische Bomber über dem hessischen Hinterland abgeschossen, darunter zwei vom Typ Avro Lancaster der No. 57 Squadron RAAF mit den Kennungen NG199 und PD264. Die Maschinen stürzten in der Nähe von Erdhausen ab, wobei die Besatzungen ums Leben kamen. Drei Fliegern war zuvor der Absprung aus der Lancaster PD264 gelungen. Am 7. Dezember wurde Sergeant John Scott bei Wommelshausen und Flight Sergeant Neil Francis Dallaway McGladrigan bei Mornshausen aufgegriffen. Auf Anweisung seines Vorgesetzten, Gendarmerie-Leutnant Karl Menge, erschoss der Polizist Konrad Mangold am 7. Dezember John Scott in der Nähe des Weidenhausener Friedhofs. Der in Biedenkopf festgehaltene Neil McGladrigan sollte zunächst als Kriegsgefangener in ein Durchgangslager nach Wetzlar verbracht werden. Der Transport scheiterte jedoch aus nicht genannten Gründen. Auf Anordnung von Karl Menge übergab der Polizist Otto Koch am 10. Dezember McGladrigan nachts in einem Waldstück bei Gladenbach an Mangold und den Polizisten Ludwig Will, die den Flieger erschossen und dessen Körper an Ort und Stelle verscharrten. Koch hatte den von Menge erteilten Mordbefehl zuvor verweigert. Nach Kriegsende wurden die Leichen exhumiert und auf dem Friedhof in Gladenbach in einem einfachen Grab beigesetzt. Durch eine alliierte Ermittlungskommission konnten Scott und McGladrigan identifiziert werden. Konrad Mangold wurde nach Kriegsende von einem alliierten Militärgericht zum Tode verurteilt. Zwei weitere Tatbeteiligte, darunter Ludwig Will, wurden zu Haftstrafen von zehn beziehungsweise zwei Jahren verurteilt. Otto Koch wurde freigesprochen. Der Vorgesetzte, Karl Menge, war damals nicht mehr auffindbar. Im Oktober 2020 fasste der Gemeinderat Weidenhausen den Beschluss, für Scott einen Stolperstein  zu verlegen und eine Straße in einem Neubaugebiet nach ihm zu benennen.
Die ebenfalls in der Nacht zum 7. Dezember 1944 abgeschossene Lancaster mit der Kennung NG199 stürzte in einem Waldgebiet bei der Zollbuche nur 1500 Meter vom Absturzort der PD264 entfernt ab. In den weit verstreuten Wrackteilen wurden die Leichen von 5 Besatzungsmitgliedern gefunden.
In der Nähe von Wetzlar war Flight Sergeant Mariano Martinez aufgegriffen worden, der aus einer weiteren Maschine abgesprungen war. Die Polizisten Heinrich Reuscher und Heinrich Haas sollten ihn nach Wetzlar bringen. Sie brachten ihn jedoch in ein Waldstück bei Oberlemp, wo er erschossen wurde. Waldarbeiter fanden die Leiche zwei Tage später. Martinez fand seine letzte Ruhestätte auf dem Hanover War Cemetery. In einem Prozess 1946 bezichtigte Reuscher den inzwischen verstorbenen Haas der Tat, jedoch schied Haas’ Pistole als Tatwaffe aus. 1999 wurde am Tatort mit Hilfe eines Metalldetektors nicht nur die vermutliche Tatwaffe gefunden, in deren Magazin eine Patrone fehlte, sondern auch die ausgeworfene Hülse.